# Eternity II

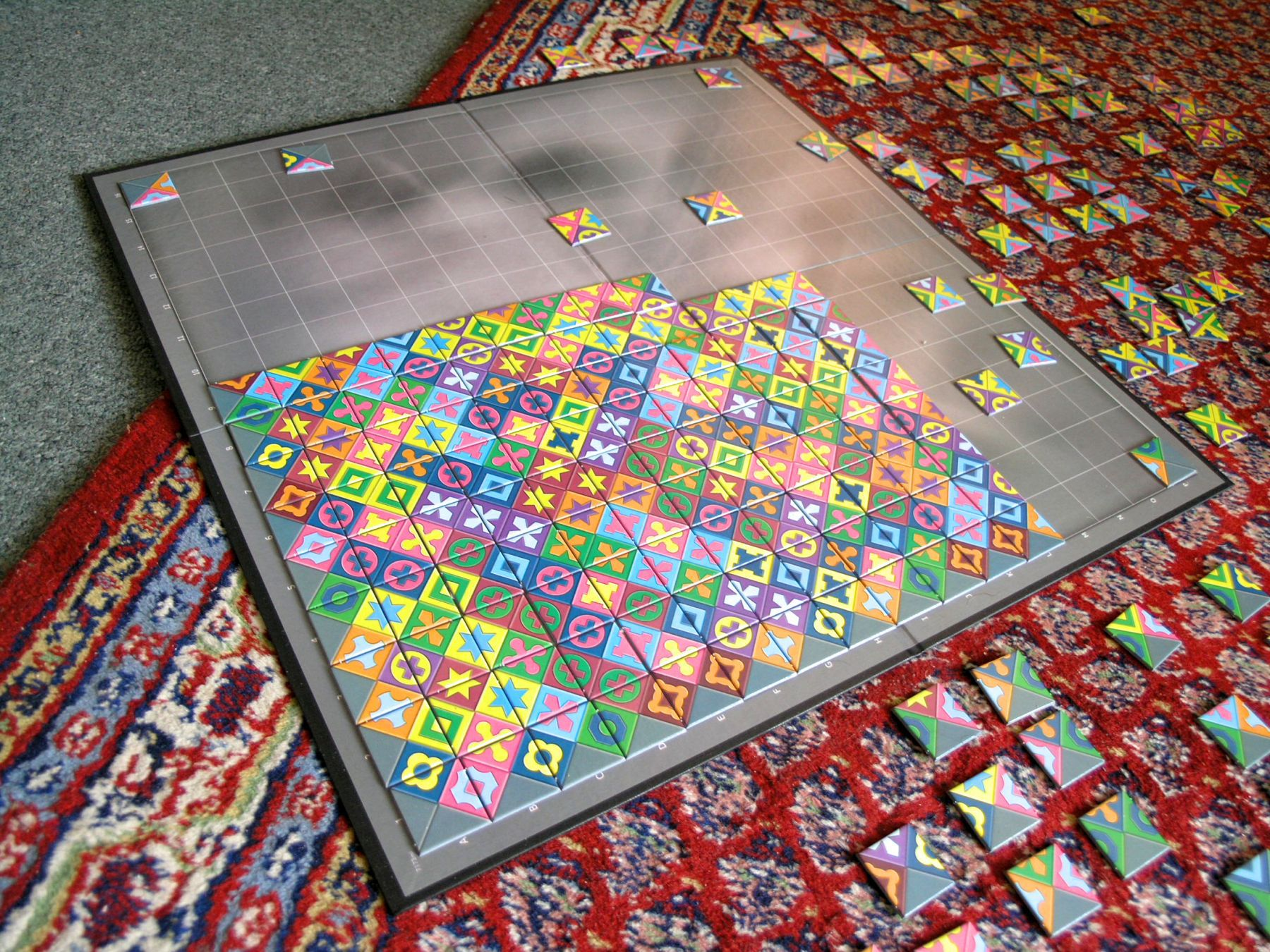
Eternity II

Eternity II (anglicky The Eternity II puzzle) je skládačka (anglicky puzzle), spojena s odměnou 2 000 000 USD pro prvního úspěšného řešitele. Eternity II byla na trh uvedena 28. července 2007 po velkém úspěchu předchozí skládačky Eternity I. Autorem Eternity II je opět Christopher Monckton, ale tentokrát hru vydala společnost TOMY UK Ltd.

## Popis Eternity II
Eternity II se skládá z 256 dílů, které se skládají na čtvercovou plochu 16 x 16 políček. Tvoří tudíž čtyřikrát větší šachovnici. Na 256 dílech jsou různé barevné vzory. Všech 256 čtverečků je rozděleno úhlopříčkami na 4 stejné části, které jsou jinak pomalovány. Barev je celkem 22 + šedá, kterou jsou označena políčka, která musejí být po poskládání směrem ven. Tudíž je šedá barva jakousi barvou neutrální.

## Skládání Eternity II
Na počátku je čtvercová plocha s 256 políčky a 256 dílků. Tyto dílky musí být sestaveny tak, aby rohy celého obrazce byly šedé a barvy na jednotlivých políčcích na sebe plynule navazovaly. Tudíž po složení vznikne obrazec, kde orámování čtverce bude šedé a uvnitř čtverce by měl vzniknou symetrický obrazec. Teoreticky nabízí Eternity II, na rozdíl od normálního puzzle, tisíce možností správného řešení. Matematicky by mělo existovat přesně 256! × 4256 (přibližně 1,15 × 10661) možných kombinací dílků, po započítání napovězených pozic a okrajů je to asi 1115 × 10557 kombinací.

## Miniverze Eternity II
Kromě hlavní verze o 256 dílech existuje i verze o 36 a 72 dílcích. Verze s 36 dílky se jmenuje Stopa 1 a sestavuje se na čtverec 6 x 6 polí. Nebo verze, která má 72 dílků, sestavuje se na obdélník 12 x 6 dílků a jmenuje se Stopa 2. Tyto verze nejsou spojeny s žádnou odměnou za jejich úspěšné vyřešení, ale po jejich úspěšném složení obdrží řešitel umístění jednoho dílku v hlavním puzzle. Tyto dvě miniverze tak přibližují k úspěšnému řešení Eternity II o 256 dílcích a výhře 2 000 000 USD.

## Řešení
Na rozdíl od Eternity I nebyla Eternity II doposud[kdy?] vyřešena. Uzávěrka pro odeslání správných řešení byla 31. prosince 2010. Správná řešení měla být seřazena podle data registrace/doručení. Do 19.1.2010 zatím Eternity II nikdo nevyřešil. Kompletní řešení ještě stále chybí. Proto je neověřené, že hádanka je vůbec řešitelná.

## Řešení podle výrobce
Jak vyřešit Eternity II
- Umístěte startovací dílek na správné místo

- Sestavte všechny dílky puzzle do čtverce

- Šedé dílky musí rámovat okraj

- Každé dvě sousedící strany musí vzájemně navazovat

- Udělejte to jako první a získáte 2 miliony dolarů!

Umístěte startovací dílek č. 139 na označené políčko na hrací ploše. Skládejte puzzle tak, aby barvy a symboly na každých dvou sousedících stranách vzájemně navazovaly. Šedé části dílků musí vytvářet vnější okraj.

## Adresy a kontakty
Vyplněnou přihlášku zašlete v obálce, která bude označena v horním levém rohu výší vašeho skóre. Zašlete doporučeně na adresu:
Eternity II Adjudicators
117 Smug Oak Business
Bricket Wood
ST. ALBANS, AL2 3UG
Great Britain
tak, aby tam dorazila nejpozději v poledne GMT (Greenwichského času) dne 31. prosince 2008, kdy proběhne první přezkoumání zaslaných řešení. Nebude-li žádný vítěz, pak nejpozději v poledne GMT (Greenwichského času) dne 31. prosince 2009, případně 31. prosince 2010, kdy proběhne druhé a třetí přezkoumání zaslaných řešení.